# Молочение
Молочение (молочный обжиг) — один из древних способов обработки керамики для придания ей декоративности и улучшения водонепроницаемости.

## Описание процесса
Молочение — художественное декорирование, вторичный обжиг. Изделие пропитывается натуральным молоком и обжигается при температуре 270—350 градусов (при температуре свыше 400 градусов — молоко выгорает). Поверхность изделия после такой обработки приобретает насыщенный цвет, варьирующийся от светлого до тёмного коричневого или чёрного. Приобретает характер старины.
На тональные и цветовые оттенки влияет состав молочного продукта (содержание белка и жира). Добавленный сахар придаёт красноватый оттенок.
Вторичный обжиг способом молочения снижает гигроскопичность керамического изделия. Тем не менее, свойства обработки органическим материалом керамического изделия не стойки, и требуют гигиену содержания изделия и последующей повторной обработки.
Преимущество этой техники — продукт экологически чистый и не содержит токсичных веществ.